# Mansfield Lovell
Mansfield Lovell (20 octobre 1822 – 1er juin 1884) fut un général de l'armée confédérée durant la guerre de Sécession.

## Avant la guerre
Mansfiel Lovell est diplômé de l'académie militaire de West Point en 1838.

## Guerre de Sécession
À la suite d'une lettre de l'ancien gouverneur André B. Roman au président Jefferson Davis pour se plaindre de Twiggs alors commandant le département confédéré n° 1, Twiggs demande l'envoi d'un officier général pour le seconder. Le brigadier général Lowell est envoyé pour prendre la responsabilité des défenses côtières. Mais les critiques envers Twiggs persistent ; et finalement Lowell, promu major général, prend le commandement du département après la démission de Twiggs pour raisons médicales(p51),(p67).